# Fantasía n.º 1 con fuga (Mozart)

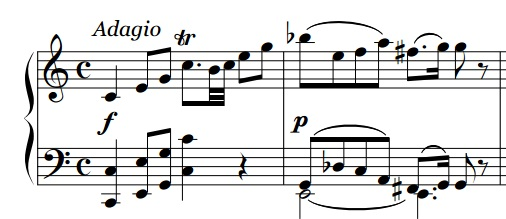
Fantasía n.º 1 con fuga, de Mozart

La Fantasía n.º 1 con fuga en do mayor, K. 394/383a, es una composición para piano solo escrita por Wolfgang Amadeus Mozart en 1782.

## Descripción
La pieza comienza con una indicación de tempo de adagio. Los compases iniciales muestran fuertes contrastes dinámicos: el forte del primer compás cambia rápidamente al piano del compás 2. El adagio inicial cambia a andante ocho compases después; en este punto, la mano derecha comienza a ejecutar tresillos de semicorcheas, mientras que la izquierda se mueve sobre la derecha para interpretar arpegios ascendentes de semicorcheas y entonces vuelve a interpretar una semicorchea con puntillo en su posición normal. La indicación de tempo cambia de nuevo, esta vez a più adagio antes de llegar al tempo primo final, ocho compases después. La fantasía termina en sol mayor, la dominante de do mayor.

Por su parte, la fuga presenta la indicación de andante maestoso, que cambia a adagio para los dos últimos compases. La fuga termina en la tonalidad de la tónica, do mayor.